# Луков (Немачка)
Луков (њем. Luckow) општина је у њемачкој савезној држави Мекленбург-Западна Померанија. Једно је од 54 општинска средишта округа Икер-Рандов. Према процјени из 2010. у општини је живјело 682 становника. Посједује регионалну шифру (AGS) 13062034.

## Географски и демографски подаци
Луков се налази у савезној држави Мекленбург-Западна Померанија у округу Икер-Рандов. Општина се налази на надморској висини од 10 метара. Површина општине износи 37,6 km². У самом мјесту је, према процјени из 2010. године, живјело 682 становника. Просјечна густина становништва износи 18 становника/km².